# Citigroup Centre (Sídney)
Citigroup Centre es un rascacielos de 243 m (797 pies) de altura situado en Sídney, Nueva Gales del Sur, Australia. Es el décimo edificio más alto de Australia pero después de su finalización en 2000 era el octavo más alto. Citigroup Centre es también el edificio más alto de Sídney. El arquitecto fue Crone and Associates. 

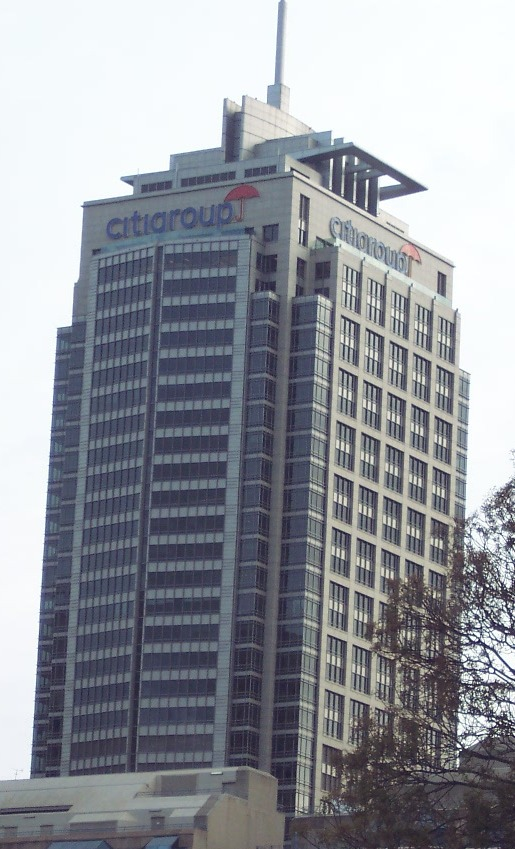
Parte superior de Citigroup Centre

El edificio tiene 41 plantas de espacio de oficinas, 5 plantas de aparcamiento subterráneo y 4 plantas de espacio commercial conocido como "The Galeries". Una galería comercial subterránea conecta la planta baja con Town Hall railway station y el Queen Victoria Building.